# Asociația Salvați Dunărea și Delta
Asociația Salvați Dunărea și Delta este o asociație împotriva construrii Canalului Bâstroe și a organizat, în August-Septembrie 2003 o petiție ca să convingă guvernul Ucrainei să sisteze acest proiect.